# Осипов Микита Юрійович
Микита Юрійович Осипов (рос. Никита Юрьевич Осипов; 22 січня 1984, м. Куйбишев, СРСР) — російський хокеїст, центральний нападник. Виступає за «Сибір» (Новосибірськ) у Континентальній хокейній лізі. Майстер спорту. 
Вихованець хокейної школи «Динамо» (Москва). Виступав за «Динамо-2» Москва, ЦСК ВВС Самара, «Мотор» (Барнаул), ТХК (Твер), МВД (Подольськ), «Динамо» (Мінськ), «Металург» (Жлобин).
Досягнення
- Чемпіон Білорусі (2007, 2012), бронзовий призер (2008, 2009, 2011)
- Володар Кубка Білорусі (2007, 2011), фіналіст (2010).